# Раґоджі Ангрія II
Раґоджі Ангрія II (1803 — 28 грудня 1838) — політичний та військовий діяч маратхів, саркхел (адмірал) в 1817—1838 роках.

## Життєпис
Син саркхела Манаджі Ангрії II. Народився 1803 року. після смерті батька 1817 року успадкував владу. Через малий вік карбхарі (регентом) стає впливовий сановник його батька Вінаяк Паршурам Бівалкар. Останній завдяки співпраці з британцями проти пешви Баджі Рао II зумів повернути у володіння саркхела острів Хандері та 12 сіл, які були передані пешві Манаджі Ангрією II.
Навіть досягнувши повноліття, Раґоджі, хоча і ненавидів його, не зміг звільнитися від Бівалкара, який на той час встановив повну владу над військом та чиновниками.
1821 року Касі Баї, удова колишнього саркхела Бабурао, звернулася до Британської Ост-Індської компанії щодо прав свого сина Фатх Сінґха на трон Колаби. Проте через вірність британцям Раґоджі Ангрія II їй було відмовлено.
У 1822 році уклав з Британською Ост-Індською компанією офіційну угоду, визнавши протекторат та право затверджувати нових саркхелів. Фактично Раґоджі Ангрія II перетворився на звичайного раджу, залежного від британців.
Під впливом Бівалкара впровадив тяжкі податки, що негативно було сприйнято населенням. Сам саркхел поринув у розваги та розкоші. Помер у грудні 1838 року. Спадкував йому син Канходжі Ангрія II.